# 朱申鍷
華陽悼康王朱申鍷（1443年—1484年），明朝第三代華陽王，蜀獻王朱椿庶曾孙，華陽康簡王朱友堚嫡第一子，母妃杨氏。

## 生平
他在成化十二年（1476年）襲封王爵。王妃许氏。
朱申鍷品行不佳，为恶多端，成化十五年（1479年）闰十月辛未，朱申鍷与其弟镇国将军朱申䤧因在服丧期间有所失礼，且多有不法事、又相互诬告而被明宪宗下书革爵闲居，并革除禄米。而生母妃杨氏亦因不能匡正其子而受到朝廷降敕切责。
朱申鍷被革爵后仍然不思悔改，先是与其弟朱申䤧离开藩地赴京告状，又因抢夺民女而再遭明宪宗下敕切责。但明宪宗亦念其生活艰苦，而发给朱申鍷仓米每年五十石。
1484年，朱申鍷逝世，时年42岁。《直隸澧州志》記載其陵墓位於澧州拾柴坡。朝廷仍于成化二十年七月和二十一年八月分别给其妻许氏五十石和三十石。弘治五年（1492年）其长子朱宾泟才嗣位。直到正德三年（1508年），朱申鍷方才在朱宾泟请求下被追复王位，追赠谥号悼康。

## 家庭

### 妻妾
- 王妃许氏
- 助夫人邵妙清，四川护卫邵政的孙女，成化八年（1472年）为助夫人，生朱宾泟等二子，正德三年（1508年）六月已去世

### 子女
- 华阳恭顺王朱宾泟